# Блејн Лејк (Саскачеван)
Блејн Лејк (енгл. Blaine Lake) је урбано насеље са статусом варошице у централном делу канадске провинције Саскачеван. Налази се на раскрсници аутопутева 12 и 40, тачно на пола пута између градова Принц Алберт на североистоку и Северног Бетлфрода на западу (оба удаљена око 90 км) и на око 80 км северно од највећег града провинције Саскатуна.
Насеље је познато као пољопривредни крај, а у околини се налазе бројна језера због чега Блејн Лејк називају и капијом ка језерима централног Саскачевана.

## Демографија
Према резултатима пописа становништва из 2011. у варошици је живело 510 становника у 309 домаћинстава, што је за 8,1% више у односу на 472 житеља колико је регистровано 
приликом пописа 2006. године.
| 2006. | 2011. |
| ----- | ----- |
| 472   | 510   |